# Сан Микеле (Савона)
Сан Микеле је насеље у Италији у округу Савона, региону Лигурија.
Према процени из 2011. у насељу је живело 37 становника. Насеље се налази на надморској висини од 197 м.